# Gaspar Armengol i Taló
Gaspar Armengol i Taló (Terrassa, 13 de gener de 1873 - Barcelona, 26 de novembre de 1934) fou un petit empresari i polític català. Fou tresorer de la Fraternitat Republicana de Terrassa (1903), vocal del Teatre Principal i el 1924 formà part de la junta de govern del Banc de Terrassa. A les eleccions al Parlament de Catalunya de 1932 fou elegit diputat per Esquerra Republicana de Catalunya per la circumscripció de Barcelona. Participà en les Comissions permanents de Finances i d'Examen de Compres.